# Saint-Sulpice-la-Forêt
Saint-Sulpice-la-Forêt és un municipi francès, situat al departament d'Ille i Vilaine, a la regió de Bretanya. L'any 2011 tenia 1.433 habitants.

## Demografia
| 1962                                        | 1968 | 1975 | 1982 | 1990  | 1999  | 2011  |
| ------------------------------------------- | ---- | ---- | ---- | ----- | ----- | ----- |
| 299                                         | 325  | 509  | 731  | 1.064 | 1.307 | 1.433 |
| Des de 1962 : Població sense dobles comptes |      |      |      |       |       |       |

## Administració
| Període   | Identitat       | Partit |
| --------- | --------------- | ------ |
| 2001-2008 | Yves Nicolas    |        |
| 2008-2014 | Jean-Yves Duval |        |
| 2014-2020 | Yann Huaumé     |        |